# Leupold & Stevens
Leupold & Stevens, Inc. американський виробник оптичних прицілів, прицілів Red Dot, біноклів, далекомірів, зорових труб та сонцезахисних окулярів розташована в Бівертоні, штат Орегон, США. Компанія, заснована в 1907 році, належить сім’ї вже п’ятому покоління.

## Історія
Компанія Leupold & Stevens була створена німецьким іммігрантом Маркусом Фрідріхом (Фред) Леупольдом та його зятем Адамом Фольпелем у 1907 році, під назвою Leupold & Voelpel. На той час компанія займалася ремонтом геодезичного обладнання. В 1911 році Leupold & Voelpel уклали контракт з Джоном Кіпріаном (J.C.) Стівенсом на виробництво реєстратора рівня води, який він сконструював і запатентував. Після початкового успіху продукту, він став партнером у 1914 році, і компанія була перейменована на Leupold, Voelpel та Co. Окрім першого реєстратора рівня води, компанія винайшла кілька інших інноваційних зразків обладнання, таких як реєстратор води Telemark, який був запатентований у 1939 році. Цей пристрій міг передавати інформацію про рівень води по телефону, що дозволило віддалено моніторити водні ресурси.
В 1942 році наву компанії було змінено на сучасну - Leupold & Stevens. Геодезичне обладнання, оптичні приціли та супутні товари продавали під маркою "Leupold", у той час як прилади моніторингу води, такі як реєстратори рівня та потоку, продають під маркою "Stevens".
Після Другої світової війни Leupold & Stevens почали випускати збройні приціли після того як Маркус Леупольд не зміг влучити в олені зі своє гвинтівки. Його приціл затьмарився, і, як кажуть, він вигукнув: «Дідько! Я міг би зробити кращий приціл!» коли олень втік. В 1962 році Леупольд винайшов Duplex Reticle (дуплексну сітку), яку зараз використовують більшість оптичних прицілів. До 1979 приціли Leupold приносили вдвічі більший дохід, ніж інструменти Stevens.
В 1969 році компанія придбала контрольний пакет акцій компанії Nosler Bullets (також сімейна компанія), а потім продала свою частину в 1988 році. Іншими підприємствами є Biamp Systems (1985–1986), виробник звукового обладнання, та Fabmark (1984–1990), підрозділ з виробництва листового металу, який обслуговував високотехнологічні компанії.
До 1996 обсяг продажів компанії склав 100 мільйонів доларів. У 1998 році підрозділ Leupold & Stevens, який займається моніторингом води, було виділено у окреме приватне підприємство в Портленді, Stevens Water Monitoring Systems, Inc., при цьому Leupold & Stevens також зберегли назву "Stevens", як частину свого фірмового стилю. В 2002 році Leupold & Stevens отримали золоту нагороду Wausau Insurance Gold за безпеку на робочому місці на заводі компанії. До 2006 року на підприємстві в Бівертоні працювало 600 осіб.
В 2008 році Leupold & Stevens придбали компанію Redfield Optics разом з назвою бренду та правами на всю інтелектуальну власність.  В 2010 році найняла майже 100 співробітників і до листопада того року кількість робітників зросла до 700 осіб. Наприкінці 2010 року в статті Portland Business Journal повідомлялося, що річний дохід компанії становить приблизно 160 мільйонів доларів США з посиланням на Reference.com.
У лютому 2014 року було призначено нового виконавчого директора Брюса Петтета. В огляді обладнання національного чемпіонату NRA 2014 компанія Leupold названа найпопулярнішим виробником прицілів.

## Продукція
Зараз компанія Leupold виробляє оптичні приціли, приціли red dot, біноклі, далекоміри, зорові труби та окуляри, а також кріплення для прицілів, одяг та аксесуари. В 2020 році Leupold запустив віртуальний тур по заводу.

### Гвинтівкові приціли
- VX-6HD
- VX-5HD
- VX-3i LRP
- VX-3i
- VX-Freedom
- Серія FX (фіксована потужність)
- Competition
- Rifleman
- Mark 8
- Mark 6
- Mark 5HD
- D-EVO

### Приціли Red Dot
- Freedom Red Dot Sight (RDS)
- Leupold Carbine Optic (LCO)
- DeltaPoint Pro

### Біноклі
- BX-5 Santiam HD
- BX-4 Pro Guide HD
- BX-T HD
- BX-2 Alpine
- BX-1 McKenzie
- BX-1 Yosemite
- BX-1 Rogue

### Зорові труби
- SX-5 Santiam HD
- SX-4 Pro Guide HD
- Gold Ring
- Mark 4
- SX-2 Alpine HD
- SX-1 Ventana

### Далекоміри
- RX-2800
- RX-1600i
- RX-1300i
- RX-FullDraw4
- RX-FullDraw3
- RX-950

### Кріплення
- Standard (STD)
- Dual Dovetail (DD)
- Quick Release (QR)
- Cross Slot (PRW2/QRW2/LRW)
- Backcountry
- Ringmounts
- Mark 4
- Integrated Mounting System (IMS)
- Rifleman
- DeltaPoint

### Окуляри
- Tracer
- Packout
- Becnara
- Katmai
- Switchback
- Payload
- Refuge
- Cheyenne

## Військові контракти

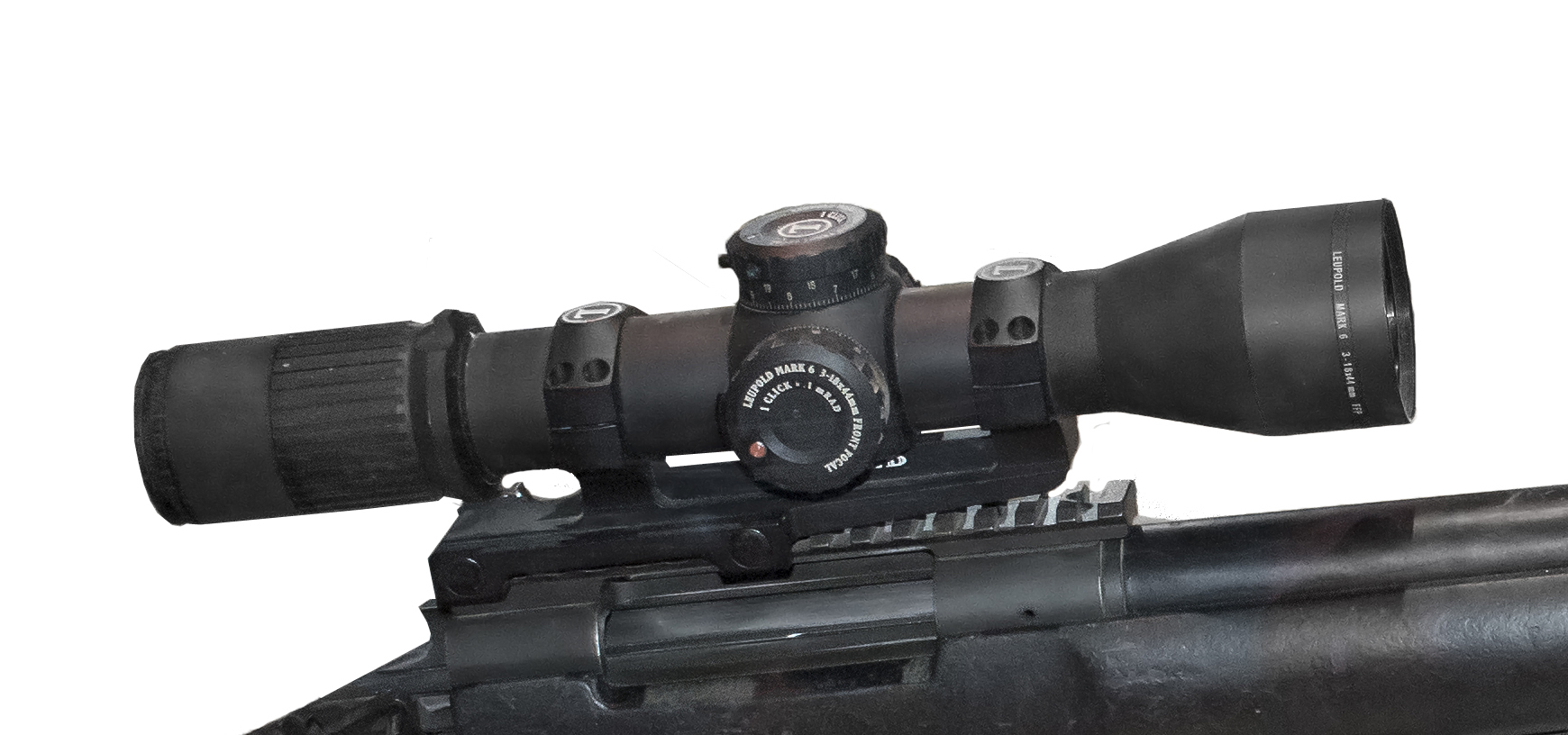
Приціл Leupold & Stevens Mark 6 зі змінною кратністю 3-18x44мм на гвинтівці M24 SWS.

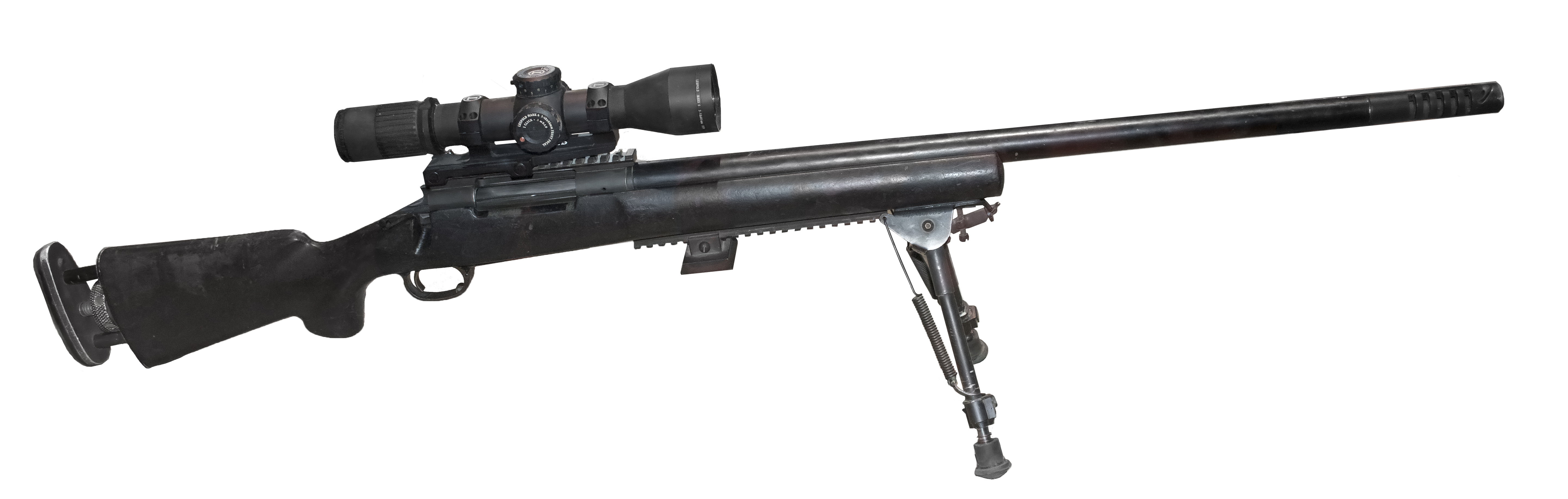
Гвинтівка IDF M24 SWS зі снайперськом прицілом Leupold Mark 6 3-18x44мм.

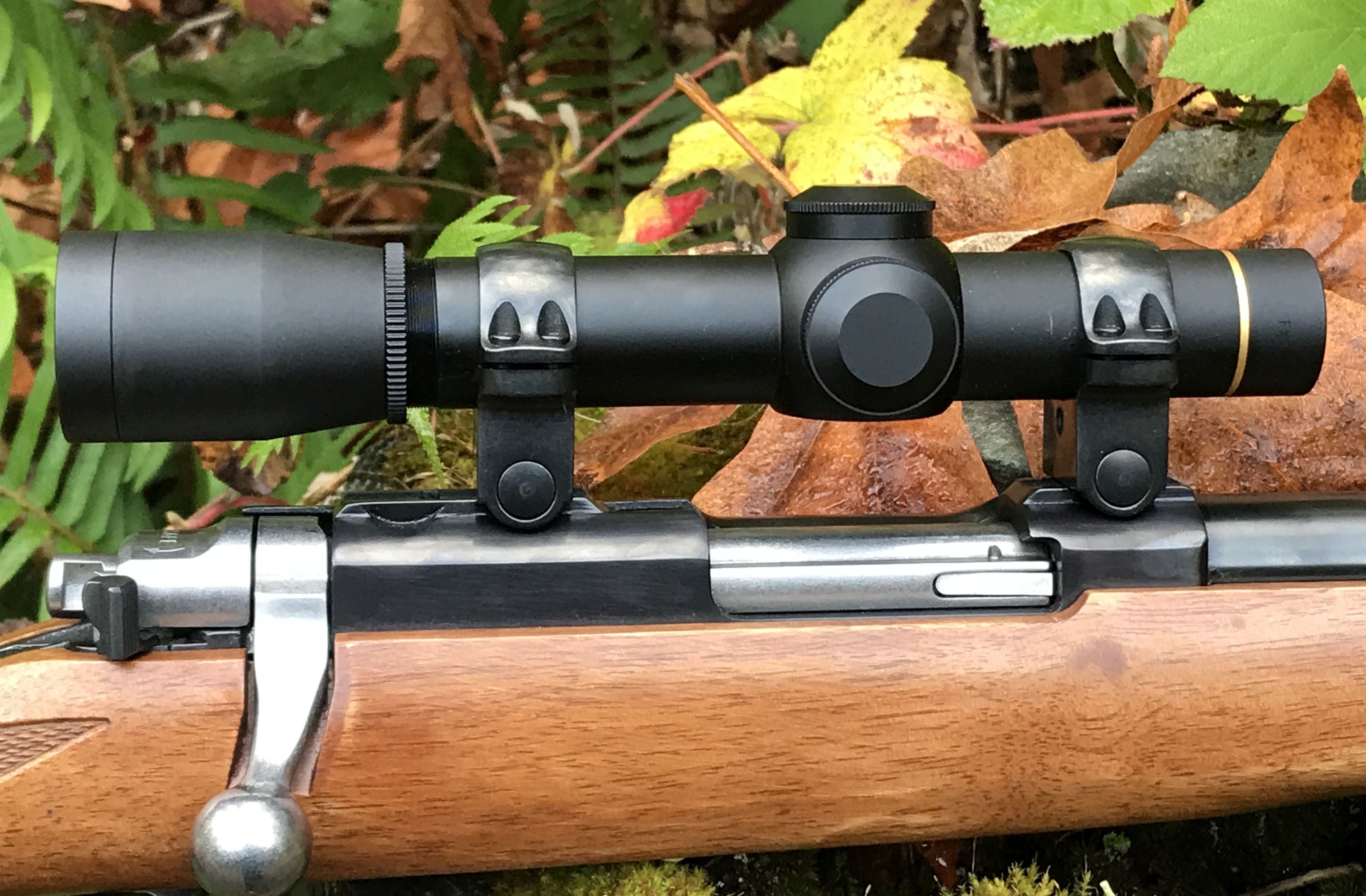
Приціл Leupold FX-II Ultralight на гвинтівці Ruger 77/44.

Приціли компанії використовують в армії США, секретній службі та підрозділ SEAL. Також приціли використовують у ВМС та корпусі морської піхоти США.
- 1988–2014 | M24
- 1989–н.ч.| M107 – Mark 4 LR/T 4.5-14x50mm
- 2002–н.ч.| MK12 Special Purpose Rifle (SPR) – Mark 4 MR/T 2.5-8x36mm TS-30 A2
- 2004–н.ч.| MK14 Enhanced Battle Rifle – Mark 4 LR/T 3.5-10x40mm
- 2008–2019 | M110 Semi-Automatic Sniper System – Mark 4 LR/T 3.5-10x40mm
- 2010–н.ч.| M151 Scout Sniper Observation Telescopes (SSOT) – Mark 4 12-40X60mm Spotting Scope
- 2010–н.ч.| M2010 – Mark 4 ER/T 6.5-20x50mm M5A2
- 2011–н.ч.| Classified – Mark 8 1.1-8x24mm CQBSS
- 2011–н.ч.| Heavy Day Optic (HDO) – Mark 8 1.1-8x24mm CQBSS
- 2013–н.ч.| Enhanced Combat Optical Sight-Optimized (ECOS-O) – Mark 6 3-18x44mm
- 2020–н.ч.| M110 Semi-Automatic Sniper System – Mark 5HD 3.6-18x44[14]
- 2020–н.ч.| MK22 Mod 0 Precision Sniper Rifle – Mark 5HD 5-25x56[15]